# Regierung Tindemans II
Die Regierung Tindemans II amtierte in Belgien vom 11. Juni 1974 bis zum 4. März 1977.
Nach der vorgezogenen Parlamentswahl 1974 bildete Leo Tindemans (CVP) eine 4-Parteienregierung bestehend aus flämischen (CVP) und wallonischen Christdemokraten (PSC) sowie flämischen (PVV) und wallonischen (PRL) Liberalen. Im Juni 1974 trat der Rassemblement Wallon (RW) der Regierung bei. Die Regierung Tindemans II zerbrach 1977, als der RW dem Etat des Wirtschaftsministeriums nicht zustimmte, weil dieses sich nicht genug um die Arbeitsplatzverluste in der wallonischen Stahlindustrie kümmerte. Außerdem stellte der RW der Regierung ein Ultimatum, um die Regionalisierung Belgiens voranzutreiben. Daraufhin entließ der König auf Vorschlag des Ministerpräsidenten die beiden Minister des RW. Die folgende Regierung Tindemans III amtierte bis zur vorgezogenen Parlamentswahl am 17. April 1977.

## Kabinett
| Minister | Minister                      | Minister | Minister            | Minister          |
| Amt | Amtsinhaber                   | Partei   | Beginn der Amtszeit | Ende der Amtszeit |
| --- | ----------------------------- | -------- | ------------------- | ----------------- |
| Premierminister | Léo Tindemans                 | CVP      | 11. Juni 1974       | 4. März 1977      |
| Minister für Verteidigung und Angelegenheiten von Brüssel                                                                                 | Paul Vanden Boeynants         | PSC      | 11. Juni 1974       | 4. März 1977      |
| Finanzminister | Willy De Clercq               | PVV      | 11. Juni 1974       | 4. März 1977      |
| Minister für Äußeres und Entwicklungszusammenarbeit                                                                                       | Renaat Van Elslande           | CVP      | 11. Juni 1974       | 4. März 1977      |
| Minister für Gesundheit und Familie | Jos De Saeger                 | CVP      | 11. Juni 1974       | 4. März 1977      |
| Sozialminister | Placide De Paepe              | CVP      | 11. Juni 1974       | 16. Oktober 1976  |
| Sozialminister | Luc Dhoore                    | CVP      | 16. Oktober 1976    | 4. März 1977      |
| Justizminister | Herman Vanderpoorten          | PVV      | 11. Juni 1974       | 4. März 1977      |
| Minister für Außenhandel | Michel Toussaint              | PLP      | 11. Juni 1974       | 8. Dezember 1976  |
| Minister für Außenhandel | Etienne Knoops                | RW       | 8. Dezember 1976    | 4. März 1977      |
| Minister für Arbeit, wallonische Angelegenheiten, Raumordnung und Wohnungen                                                               | Alfred Califice               | PSC      | 11. Juni 1974       | 4. März 1977      |
| Landwirtschaftsminister | Albert Lavens                 | CVP      | 11. Juni 1974       | 4. März 1977      |
| Minister für französische Kultur | Jean-Pierre Grafé             | PSC      | 11. Juni 1974       | 4. Oktober 1974   |
| Minister für französische Kultur Staatssekretär für Wohnungen beim Minister für Angelegenheiten von Brüssel                               | Henri-François Van Aal        | PSC      | 4. Oktober 1974     | 4. März 1977      |
| Minister für Kommunikation | Jos Chabert                   | CVP      | 11. Juni 1974       | 4. März 1977      |
| Minister für den Mittelstand | Louis Olivier                 | PLP      | 11. Juni 1974       | 4. Oktober 1974   |
| Minister für den Mittelstand Staatssekretär für Forsten, Jagd und Fischerei beim Minister für wallonische Angelegenheiten                 | Louis Olivier                 | PLP      | 4. Oktober 1974     | 31. Juli 1976     |
| Minister für den Mittelstand | Léon Hannotte                 | PLP      | 31. Juli 1976       | 4. März 1977      |
| Bildungsminister | Antoine Humblet               | PSC      | 11. Juni 1974       | 4. März 1977      |
| Minister für öffentliche Arbeiten | Jean Defraigne                | PLP      | 11. Juni 1974       | 31. Juli 1976     |
| Minister für öffentliche Arbeiten | Louis Olivier                 | PLP      | 31. Juli 1976       | 4. März 1977      |
| Wirtschaftsminister | André Oleffe                  | PSC      | 11. Juni 1974       | 19. August 1975   |
| Wirtschaftsminister | Léo Tindemans (kommissarisch) | CVP      | 19. August 1975     | 23. August 1975   |
| Wirtschaftsminister | Fernand Herman                | PSC      | 23. August 1975     | 4. März 1977      |
| Minister ohne Portefeuille beim Wirtschaftsminister                                                                                       | Pierre Bertrand               | RW       | 8. Dezember 1976    | 4. März 1977      |
| Ministerin für niederländische Kultur und flämische Angelegenheiten                                                                       | Rika De Backer-Van Ocken      | CVP      | 11. Juni 1974       | 4. März 1977      |
| Bildungsminister | Herman De Croo                | PVV      | 11. Juni 1974       | 4. März 1977      |
| Minister für die Verfassungsreform | Robert Vandekerckhove         | CVP      | 11. Juni 1974       | 4. März 1977      |
| Minister für die Verfassungsreform | François Perin                | RW       | 11. Juni 1974       | 8. Dezember 1976  |
| Minister für die Verfassungsreform | Michel Toussaint              | PLP      | 8. Dezember 1976    | 4. März 1977      |
| Innenminister | Joseph Michel                 | PSC      | 11. Juni 1974       | 4. März 1977      |
| Minister für Haushalt und Wissenschaft beim Premierminister                                                                               | Gaston Geens                  | CVP      | 8. Dezember 1976    | 4. März 1977      |
| Minister für den öffentlichen Dienst | André Kempinaire              | PVV      | 8. Dezember 1976    | 4. März 1977      |
| Minister für Pensionen | Robert Moreau                 | RW       | 8. Dezember 1976    | 4. März 1977      |
| |                               |          |                     |                   |
| Staatssekretäre |                               |          |                     |                   |
| Staatssekretär für regionale Wirtschaft, Raumordnung und Wohnen                                                                           | Luc Dhoore                    | CVP      | 11. Juni 1974       | 4. Oktober 9174   |
| Staatssekretär für regionale Wirtschaft, Raumordnung und Wohnen beim Minister für flämische Angelegenheiten                               | Luc Dhoore                    | CVP      | 4. Oktober 9174     | 16. Oktober 1976  |
| Staatssekretär für regionale Wirtschaft, Raumordnung und Wohnen beim Minister für flämische Angelegenheiten                               | Mark Eyskens                  | CVP      | 16. Oktober 1976    | 4. März 1977      |
| Staatssekretär für den öffentlichen Dienst beim Premierminister                                                                           | Louis D'Haeseleer             | PVV      | 11. Juni 1974       | 4. März 1977      |
| Staatssekretär für den öffentlichen Dienst beim Premierminister                                                                           | André Kempinaire              | PVV      | 16. Oktober 1976    | 8. Dezember 1976  |
| Staatssekretär für Umwelt beim Premierminister                                                                                            | Karel Poma                    | PVV      | 11. Juni 1974       | 4. Oktober 1974   |
| Staatssekretär für Umwelt beim Premierminister Staatssekretär für Forsten, Jagd und Fischerei beim Minister für flämische Angelegenheiten | Karel Poma                    | PVV      | 4. Oktober 1974     | 4. März 1977      |
| Staatssekretär beim Wirtschaftsminister                                                                                                   | Etienne Knoops                | RW       | 11. Juni 1974       | 8. Dezember 1976  |
| Staatssekretär für regionale Wirtschaft                                                                                                   | Jean Gol                      | RW       | 11. Juni 1974       | 4. Oktober 1974   |
| Staatssekretär für regionale Wirtschaft beim Minister für wallonische Angelegenheiten                                                     | Jean Gol                      | RW       | 4. Oktober 1974     | 8. Dezember 1976  |
| Staatssekretär für regionale Wirtschaft beim Minister für Angelegenheiten von Brüssel                                                     | August De Winter              | PVV      | 4. Oktober 1974     | 4. März 1977      |
| Staatssekretär für Soziales beim Minister für wallonische Angelegenheiten                                                                 | Robert Moreau                 | RW       | 4. Oktober 1974     | 8. Dezember 1976  |